# Síndrome de Chediak-Higashi
Síndrome de Chediak-Higashi é uma doença autossômica recessiva que afeta várias partes do corpo, e surge de uma mutação do gene regulador de transporte lisossomal.
Menos de 200 pessoas no mundo foram identificadas com este distúrbio genético, todas elas albinas.

## Causa
Síndrome Chediak-Higashi é uma condição que afeta vários sistemas do corpo, principalmente o sistema imunológico. Esta doença afeta as células do sistema imune, levando-as a uma incapacidade de lutar contra invasores como vírus e bactérias. Como resultado, muitas pessoas com Síndrome Chediak-Higashi têm infecções repetidas e persistentes começando na infância. Estas infecções são graves e poucos pacientes chegam a vida adulta.
Muitas crianças com a Síndrome de Chediak-Higashi atingem um estágio conhecido como fase acelerada. esta fase da doença é conhecida por ser desencadeada por uma infecção viral. Na fase acelerada, os leucócitos defeituosos se dividem incontrolavelmente e invadem muitos órgãos do corpo. Esta fase está associada com febre, episódios de sangramento anormal, infecções recorrentes, e falhas em alguns órgãos.
A Síndrome Chediak-Higashi é causada pela mutação no gene regulador de transporte lisossomal. Pesquisadores acreditam que esta proteína têm um papel no transporte de materiais dentro de estruturas chamadas de lisossomas. Lisossomas agem na degradação de partículas advindas do meio extra-celular. Elas usam enzimas digestivas para degradar substâncias tóxicas, digerirem bactérias que invadem as células, e reciclam os componentes celulares gastos.